# Anabolic Video
Anabolic Video fue un estudio de películas pornográficas estadounidense con sede en Chatsworth (California). Fue pionero de la pornografía gonzo, siendo considerado uno de los estudios en esta temática más exitosos. Fue clausurado en 2013.

## Historia
Anabolic fue fundado en 1991 por Christopher Alexander. Junto a su antigua empresa hermana, Diabolic Video, tenía originalmente su sede en Venice (California), donde quedó instalada durante 10 años. La compañía pronto se convirtió en una de las pioneras en el campo de la pornografía gonzo, junto con otros productores como Ed Powers, Rodney Moore y John Stagliano, fundador de Evil Angel. Gregg Alan dirigió el departamento de ventas de la empresa durante 15 años, a partir de 1992.
A mediados de la década de 1990, la compañía creció para incorporar Diabolic Video, propiedad de Gregg Alan. En el apogeo de la compañía, a finales de la década de 1990 y principios de la de 2000, directores como Vince Vouyer, Erik Everhard, John Strong, Jon Dough o Lexington Steele crearon algunas de las películas pornográficas de temática gonzo más aclamadas por la crítica de la industria. En el año 1998, Diabolic fue creado como un sello independiente en 1998. Tras su periplo por Venice, en 2001 ambos sellos trasladaron su sede a Chatsworth.
La salida de Vouyer para trabajar para Red Light District Video en 2002 finalmente condujo al éxodo masivo de 2004, en el que Everhard, Steele y Mike John se fueron a Red Light, mientras que Dough se marchó a Devil's Film, donde los directores pudieron tener sus propias películas. En 2006, la empresa había producido más de 300 películas. En mayo de 2007, Anabolic y Diabolic anunciaron que pondrían fin a su sociedad y operarían como empresas independientes. Diabolic sería propiedad de Gregg Alan y Greg Alves. En 2013 anunciaron su cierre definitivo.
Algunas de las series más exitosas producidas por la compañía fueron las de Anabolic Penetration, Balls Deep, Biff Malibu's Totally Nasty Home Video, Bring'um Young, Oral Consumption, Sweet Cheeks, Nasty Nymphos, The Gangbang Girl, Up Your Ass Initiations y World Sex Tour.

## Dirección y sello
Todos los directores de Anabolic estuvieron bajo un contrato exclusivo. En junio de 2006, gamelink.com agregó el catálogo anterior completo de Anabolic a su biblioteca de videos bajo demanda. En marzo de 2007, SugarVOD también comenzó a agregar la biblioteca audiovisual de Anabolic Video a su servidor de pedidos.
En noviembre de 2007, Anabolic firmó un contrato para distribuir 65 películas de Paradise Visuals, sello que contaba con una extensa biblioteca de producciones de la Edad de Oro de la pornografía, incluida la primera película de Christy Canyon, Ginger Lynn The Movie, o la última de John Holmes, The Devil In Mr. Holmes.

## Episodios legales, polémicas y críticas
En 1999, la actriz Vivian Valentine fue golpeada, recibiendo un puñetazo en el ojo, por el actor Jon Dough, durante el rodaje de Rough Sex 2. En junio de 2004 Alexis Amore firmó un contrato de actuación y dirección según el cual dirigiría de ocho a diez películas y protagonizaría seis películas al año. Esto la convirtió en la primera actriz con contrato exclusivo del sello.
En 2002, Anabolic y Diabolic presentaron una demanda en Los Ángeles contra varios distribuidores de videos, alegando copia y distribución ilegal de DVD. Los acusados eran VIP Services Inc., Lynton Appelson Inc., Aware Distributors Inc. y otros. La demanda buscaba recuperar ganancias ilegales obtenidas de la venta de DVD falsos, daños punitivos y tarifas por infracción de derechos de autor. Al menos 25 de los títulos de las dos empresas habían sido pirateados y suministrados a minoristas.
A finales de 1997, la marca Harley-Davidson inició una demanda contra la empresa en un tribunal federal de Milwaukee. Se opuso a las escenas en The Gang Bang Girl 20, en las que aparecían expresamente sus motocicletas y logotipos. La compañía afirmó que la película empañó su imagen y podría dar la impresión de que Harley-Davidson había dado su consentimiento a la película.
El estudio también fue acusado y denunciado por la actriz Regan Starr tras la producción Rough Sex 2. Según ella, la patearon, golpearon y estrangularon durante el rodaje de la misma. "Estaba realmente molesta y no se detuvieron [...] siguieron filmando... Se me puede oír diciendo "apaga la maldita cámara", pero siguieron adelante". El director de la película, Khan Tusion, rechazó tales acusaciones y alegó que Starr "tergiversa categóricamente lo que ocurrió".
El profesor Robert Jensen de la Escuela de Periodismo de la Universidad de Texas, llegó a comentar sobre la producción A Cum Sucking Whore Named Kimberly, en la que se vejaba a la actriz pornográfica canadiense Kimberly Franklin, que todo el conjunto de la pornografía "tiene sus raíces en el dolor y la humillación de las mujeres".